# Falfurrias
Falfurrias è una città ed è il capoluogo della contea di Brooks, Texas, Stati Uniti. Al censimento del 2010, la popolazione era di 4 981 abitanti.

## Geografia fisica
Secondo lo United States Census Bureau, ha un'area totale di 2,9 mi² (7,51 km²).

## Società

### Evoluzione demografica
Falfurrias aveva una popolazione di 2.500 nel 1925 e 7.500 nel 1970. Alla fine degli anni 1980 la popolazione era di poco più di 6 500 abitanti. Falfurrias continua ad essere un centro commerciale per le industrie lattiero-casearie, agricole e del petrolio e del gas. Nel 1990 la popolazione era di 5 788 abitanti, e nel 2000 era di 5 297 abitanti. Secondo il censimento del 2010, la popolazione era di 4 981 abitanti.

### Etnie e minoranze straniere
Secondo il censimento del 2010, la composizione etnica della città era formata dall'88,8% di bianchi, lo 0,5% di afroamericani, lo 0,5% di nativi americani, lo 0,4% di asiatici, lo 0,0% di oceanici, l'8,1% di altre razze, e l'1,7% di due o più etnie. Ispanici o latinos di qualunque razza erano il 92,0% della popolazione.